# Bruno Soriano
Bruno Soriano Llidó (Artana, Castellón, 12 de junio de 1984), deportivamente conocido como Bruno Soriano o simplemente Bruno, es un exfutbolista español que jugaba como centrocampista y desarrolló toda su carrera en el Villarreal Club de Fútbol.

## Trayectoria
Se formó como jugador en las categorías inferiores del Villarreal Club de Fútbol, hasta llegar a ser capitán del Villarreal "B", con el que logró el ascenso a Segunda División B española en la temporada 2006-07, temporada en la que alternó partidos en el filial con convocatorias y partidos disputados con el primer equipo. Debutó con el primer equipo del Villarreal C. F. el 1 de octubre de 2006 en un partido disputado en el ONO Estadi de Palma de Mallorca frente al Real Mallorca y que terminó con el resultado de 1-2 favorable al Villarreal C. F. La temporada 2007-08 logró tener ficha y dorsal del primer equipo.
Su primer gol en Primera División lo materializó el 29 de octubre de 2011, en la jornada 11 del campeonato, contra el Rayo Vallecano en El Madrigal. Se trataba del partido 129 del jugador en la máxima categoría.
En julio de 2017 fue operado en la pierna izquierda. Tras recaer y volver a ser operado, el 22 de junio de 2020 volvió a jugar un partido de fútbol 1128 días después, al disputar los últimos minutos del encuentro ante el Sevilla F. C., y el 18 de julio anunció su retirada tras disputar al día siguiente el último partido de la temporada.

## Selección nacional
El 11 de agosto de 2010 debutó con la selección española de la mano de Vicente del Bosque, en un amistoso entre España y México. En octubre del mismo año fue convocado para jugar dos partidos de clasificación para la Eurocopa 2012 contra Lituania y Escocia.
El 11 de noviembre de 2014 fue convocado de nuevo por la lesión de Cesc Fàbregas para dos partidos, el primero de fase de clasificación contra Bielorrusia y el segundo un amistoso contra Alemania.
Fue seleccionado para la Eurocopa 2016.

### Participaciones en Eurocopas
| Copa          | Sede    | Resultado        | Partidos | Goles |
| ------------- | ------- | ---------------- | -------- | ----- |
| Eurocopa 2016 | Francia | Octavos de final | 2        | 0     |

## Clubes
| Club                                               | Div.          | Temporada     | Liga  | Liga  | Copas nacionales | Copas nacionales | Copas internacionales | Copas internacionales | Total | Total |
| Club                                               | Div.          | Temporada     | Part. | Goles | Part.            | Goles            | Part.                 | Goles                 | Part. | Goles |
| -------------------------------------------------- | ------------- | ------------- | ----- | ----- | ---------------- | ---------------- | --------------------- | --------------------- | ----- | ----- |
| Villarreal C. F. "B" · España                      | 3.ª           | 2004-05       | 4     | 0     | —                | —                | —                     | —                     | 4     | 0     |
| Villarreal C. F. "B" · España                      | 3.ª           | 2005-06       | 31    | 0     | —                | —                | —                     | —                     | 31    | 0     |
| Villarreal C. F. "B" · España                      | 3.ª           | 2006-07       | 22    | 0     | —                | —                | —                     | —                     | 22    | 0     |
| Villarreal C. F. "B" · España                      | Total club    | Total club    | 57    | 0     | 0                | 0                | 0                     | 0                     | 57    | 0     |
| Villarreal C. F. · España                          | 1.ª           | 2006-07       | 3     | 0     | 1                | 0                | 1                     | 0                     | 5     | 0     |
| Villarreal C. F. · España                          | 1.ª           | 2007-08       | 21    | 0     | 4                | 1                | 6                     | 0                     | 31    | 1     |
| Villarreal C. F. · España                          | 1.ª           | 2008-09       | 25    | 0     | 2                | 0                | 7                     | 0                     | 34    | 0     |
| Villarreal C. F. · España                          | 1.ª           | 2009-10       | 33    | 0     | 4                | 0                | 6                     | 0                     | 43    | 0     |
| Villarreal C. F. · España                          | 1.ª           | 2010-11       | 37    | 0     | 4                | 0                | 15                    | 0                     | 56    | 0     |
| Villarreal C. F. · España                          | 1.ª           | 2011-12       | 37    | 3     | 2                | 0                | 7                     | 0                     | 46    | 3     |
| Villarreal C. F. · España                          | 2.ª           | 2012-13       | 36    | 4     | 1                | 0                | —                     | —                     | 37    | 4     |
| Villarreal C. F. · España                          | 1.ª           | 2013-14       | 36    | 6     | 3                | 0                | —                     | —                     | 39    | 6     |
| Villarreal C. F. · España                          | 1.ª           | 2014-15       | 24    | 2     | 5                | 1                | 8                     | 2                     | 37    | 5     |
| Villarreal C. F. · España                          | 1.ª           | 2015-16       | 31    | 5     | 2                | 0                | 12                    | 2                     | 45    | 7     |
| Villarreal C. F. · España                          | 1.ª           | 2016-17       | 34    | 5     | 1                | 0                | 10                    | 1                     | 45    | 6     |
| Villarreal C. F. · España                          | 1.ª           | 2017-18       | 0     | 0     | 0                | 0                | 0                     | 0                     | 0     | 0     |
| Villarreal C. F. · España                          | 1.ª           | 2018-19       | 0     | 0     | 0                | 0                | 0                     | 0                     | 0     | 0     |
| Villarreal C. F. · España                          | 1.ª           | 2019-20       | 7     | 0     | 0                | 0                | —                     | —                     | 7     | 0     |
| Villarreal C. F. · España                          | Total club    | Total club    | 324   | 25    | 29               | 2                | 72                    | 5                     | 425   | 32    |
| Total carrera                                      | Total carrera | Total carrera | 381   | 25    | 29               | 2                | 72                    | 5                     | 482   | 32    |
| 1. 2. Fuentes: BDFutbol y National Football Teams. |               |               |       |       |                  |                  |                       |                       |       |       |